# Paul Eisler (Mediziner)

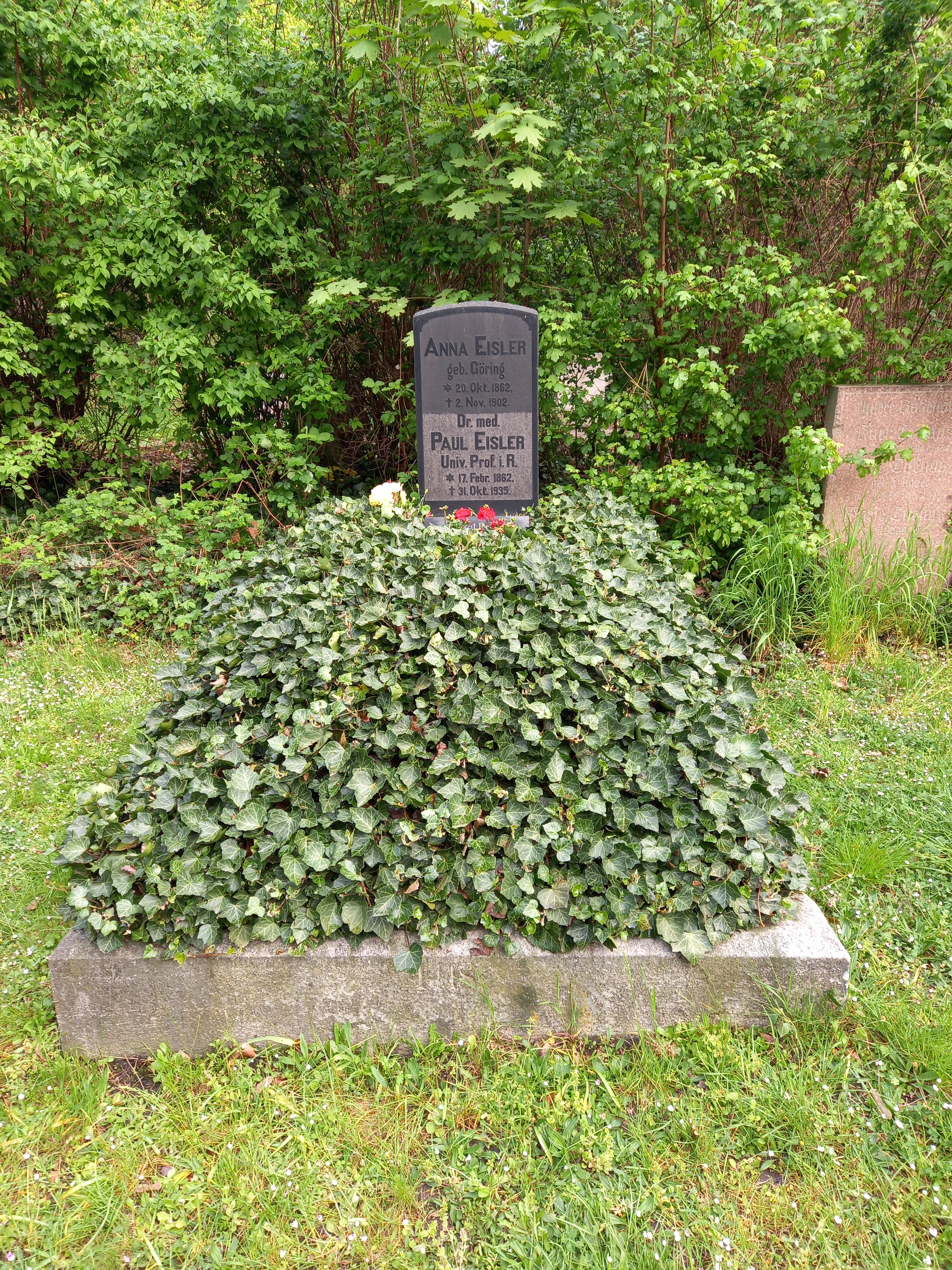
Das Grab von Paul Eisler und seiner Ehefrau Anna geborene Göring auf dem Nordfriedhof (Halle)

Karl August Paul Eisler (* 17. Februar 1862 in Schilfa; † 31. Oktober 1935 in Halle) war ein deutscher Mediziner und Anatom.

## Leben
Paul Eisler war der Sohn eines Gendarmerie-Leutnants. Er studierte nach dem Schulbesuch in Schleusingen an der Universität Halle Medizin, wurde 1883 Assistent am Histologischen Institut und 1885 in Halle mit seiner Dissertation Zur Histologie der Magenschleimhaut zum Dr. med. promoviert.
Paul Eisler erhielt 1886 seine Approbation als Arzt und wirkte in der Folge bis 1927 als Prosektor am Anatomischen Institut der Universität Halle. 1889 habilitierte er sich mit seiner Habilitationsschrift Das Gefäss und periphere Nervensystem des Gorilla in Halle für menschliche und vergleichende Anatomie und Entwicklungsgeschichte und wurde Privatdozent, ab 1900 außerordentlicher Professor und 1922 ordentlicher Professor an der Universität Halle. Paul Eisler, der durch seine über 90° Krümmung der Brustwirbelsäule stark behindert war, erkrankte 1924 und wurde 1927 emeritiert.
Karl August Paul Eisler wurde am 4. November 1905 unter der Präsidentschaft von Karl von Fritsch in der Fachsektion für Zoologie und Anatomie unter der Matrikel-Nr. 3196 als Mitglied in die Kaiserliche Leopoldinisch-Carolinische Deutsche Akademie der Naturforscher aufgenommen.
Von seiner Korrespondenz sind Briefe an die Mediziner Curt Elze und Max Fürbringer sowie an Lisbeth Braus, die Ehefrau des 1924 im Alter von 56 Jahren an akutem Nierenversagen verstorbenen Würzburger Mediziners Hermann Braus, im jeweiligen Nachlass erhalten.

## Schriften (Auswahl)
- Das Gefäss und periphere Nervensystem des Gorilla. Eine vergleichend anatomische Untersuchung. Mit 9 Tafeln in Lichtdruck. Tausch & Grosse, Halle an der Saale 1890 (Digitalisat)